# Teixeira (Seia)
Teixeira is een plaats (freguesia) in de Portugese gemeente Seia en telt 233 inwoners (2001).